# Милан Недич
Милан Недич (на сръбски: Милан Недић) е сръбски генерал и политик.
Оглавява като министър-председател правителството на националното спасение на Милан Недич в Сърбия по време на Втората световна война (1941 – 1944), след като генерал Душан Симович извършва преврат насочен срещу включването на Кралство Югославия в Тристранния пакт. В отговор на преврата от страна на силите на Оста е приведен успешно в действие военен план, известен под кодовото наименование Ауфмарш 25.
След пълния разгром на югославските кралски военни сили и бягството на крал Петър II в Лондон, част от територията на бившето Кралство Югославия е окупирано от силите на Вермахта. Възниква необходимост някой да поеме отговорността за възстановяването на сръбската част от страната, след краха на югославската държавност. Като такъв сръбски държавник се изявява армейски генерал Милан Недич от разбитата кралска югославска армия.
На 4 октомври 1944 година, във връзка с настъпателните операции на Червената армия и БНА на територията на днешна Сърбия, Милан Недич, заедно с правителството са прехвърлени в Кицбюел. В края на Втората световна война, британски военни части пленяват Милан Недич, и на 1 януари 1946 година го предават на новосформираната югославска народна власт от Титовите партизани. На 5 февруари 1946 година агенция ТАНЮГ предава, че Милан Недич се е самоубил, скачайки от прозореца на затвора в Белград.
Милан Недич е автор на 3 книги:
- „Сръбската армия и Солунската офанзива“
- „Сръбската армия и Албанската голгота“
- „Крал Александър I Караджорджевич Обединител“